# Rey del Roble
El Rey del Roble es una antigua deidad europea, el cual reinaba sobre la mitad luminosa del año, es decir, desde el solsticio invernal hasta el solsticio de verano, estando en contrapunto con el Rey del Acebo. Suele representarse con aspecto de un hombre más joven que el Rey del Acebo, que suele vestir de rojo y va adornado con hojas de roble, siendo una deidad de la luminosidad y del renacimiento. Los neopaganos han recuperado su culto y honran a ambos dioses en las festividades llamadas Litha y Yule.